# Velebit (Serbia)
Velebit (cyr. Велебит) – wieś w Serbii, w Wojwodinie, w okręgu północnobanackim, w gminie Kanjiža. W 2011 roku liczyła 277 mieszkańców.